# Condado de Richland (Montana)
El condado de Richland (en inglés: Richland County) es uno de los 56 condados del estado estadounidense de Montana. En el año 2000 tenía una población de 9.667 habitantes con una densidad poblacional de 2 personas por km². La sede del condado es Sidney.

## Geografía
Según la Oficina del Censo, el condado tiene un área total de 5447 km² (2103,1 mi²), de la cual 5398 km² (2084,2 mi²) es tierra y 49 km² (18,9 mi²) (0.90%) es agua.

### Condados adyacentes
- Condado de Roosevelt - norte
- Condado de McCone - oeste
- Condado de Dawson - sur
- Condado de Wibaux - sur
- Condado de McKenzie - este

## Carreteras
- Carretera Estatal de Montana 16
- Carretera Estatal de Montana 23
- Carretera Estatal de Montana 200

## Demografía
En el 2000 la renta per cápita promedia del condado era de $32,110, y el ingreso promedio para una familia era de $39,348. En 2000 los hombres tenían un ingreso per cápita de $29,069 versus $19,203 para las mujeres. El ingreso per cápita para el condado era de $16,006. Alrededor del 12.20% de la población estaba bajo el umbral de pobreza nacional.

## Comunidades

### Ciudad
- Sidney

### Pueblo
- Fairview

### Lugares designados por el censo
- Fox Lake
- Knife River